# SNTB2
SNTB2‏ (Syntrophin beta 2) هوَ بروتين يُشَفر بواسطة جين SNTB2 في الإنسان.

## الوظيفة
الديستروفين هو بروتين كبير يشبه القضيب في الهيكل الخلوي يوجد على السطح الداخلي لألياف العضلات. الديستروفين مفقود لدى مرضى الحثل العضلي الدوشيني ويوجد بكميات أقل لدى مرضى سوء التغذية العضلي لبيكر. البروتين المشفر بواسطة هذا الجين هو بروتين غشائي محيطي يوجد مرتبطًا بالديستروفين والبروتينات المرتبطة بالديستروفين. هذا الجين عضو في عائلة جينات السينتروفين، والتي تحتوي على جينين آخرين على الأقل مرتبطين هيكليًا.

## التفاعل
لقد ثبت أن SNTB2 يتفاعل مع ABCA1.